# Никола Данаилов
Никола Данаилов Костов е български революционер и военен, член на Вътрешната македоно-одринска революционна организация и на Върховния македоно-одрински комитет.

## Биография
Данаилов е роден в 1877 година в ахъчелебийското село Горно Райково, тогава в Османската империя, днес квартал на Смолян, България, в семейството на кмета на Райково Данаил Костов Данаилов. Брат му Васил Данаилов също е деец на ВМОРО. В 1900 година завършва педагогическото училище в Кюстендил и става учител в село Бистрица, Софийско, в Созопол, където се включва в местното македоно-одринско дружество и после продължава да работи, като учител на други места. Влиза във ВМОРО. Непосредствено след конгреса на Петрова нива на 5 юли 1903 година в Родопите, близо до село Карлуково, се състои така нареченият Родопски конгрес на ВМОРО с участието на представители от Ахъчелебийския революционен район. Никола Данаилов е избран за секретар в боевото тяло, което има задача да ръководи действията в района. По време на Илинденско-Преображенското въстание е в четата на Пею Шишманов. През 1905 г. завършва Школа за запасни офицери в София. По-късно следва инженерство в Белградския университет, но при избухването на Балканската война в 1912 година прекъсна следването си и се записва доброволец в Македоно-одринското опълчение, като оглавява партизанска чета (взвод) №23, с която действа в Ахъчелебийско.
По-късно четата му влиза в състава на 12 лозенградска дружина. По време на Първата световна война е ротен командир в Трети пехотен македонски полк на Единадесета пехотна македонска дивизия.
Умира през май 1957 година в Райково.